# Újezd u Sezemic
Újezd u Sezemic é uma comuna checa localizada na região de Pardubice, distrito de Pardubice.